# ヒット・カーニバル
ヒット・カーニバルは、ユニバーサルミュージック・ダイレクトが企画・発売する通販専用CDボックスである。

## 概要
- 1960～80年代にかけての、日本の歌謡曲を収録したオリジナル・コンピレーションアルバムである。
- CD6枚組で全107曲を収録。

## 収録曲

### DISC-1：ユニバーサルミュージック
| 曲順 | タイトル                 | アーティスト         | 発売日        | レーベル                 |
| 01   | アカシアの雨がやむとき   | 西田佐知子           | 1960年4月     | ユニバーサルミュージック |
| 02   | コーヒールンバ           | 西田佐知子           | 1961年9月     | ユニバーサルミュージック |
| 03   | 下町の太陽               | 倍賞千恵子           | 1962年9月     | キングレコード           |
| 04   | 恋のバカンス             | ザ・ピーナッツ       | 1963年4月     | 渡辺音楽出版             |
| 05   | 恋はスバヤク             | 青山ミチ             | 1964年4月     | ユニバーサルミュージック |
| 06   | 赤坂の夜は更けて         | 西田佐知子           | 1965年12月    | ユニバーサルミュージック |
| 07   | 逢いたくて逢いたくて     | 園まり               | 1966年1月     | 渡辺音楽出版             |
| 08   | 夏の日の想い出           | 日野てる子           | 1965年1月20日 | ユニバーサルミュージック |
| 09   | 君といつまでも           | 加山雄三             | 1965年12月5日 | 渡辺音楽出版             |
| 10   | 夢は夜ひらく             | 園まり               | 1966年9月5日  | ユニバーサルミュージック |
| 11   | 知りたくないの           | 菅原洋一             | 1965年10月5日 | ユニバーサルミュージック |
| 12   | 小指の想い出             | 伊東ゆかり           | 1967年2月10日 | 渡辺音楽出版             |
| 13   | 恋のフーガ               | ザ・ピーナッツ       | 1967年8月10日 | 渡辺音楽出版             |
| 14   | モナリザの微笑           | ザ・タイガース       | 1967年8月20日 | 渡辺音楽出版             |
| 15   | 花の首飾り               | ザ・タイガース       | 1968年3月15日 | 渡辺音楽出版             |
| 16   | コモエスタ赤坂           | ロス・インディオス   | 1968年        | ユニバーサルミュージック |
| 17   | グッド・ナイト・ベイビー | ザ・キング・トーンズ | 1968年5月1日  | ユニバーサルミュージック |
| 18   | 恋の季節                 | ピンキーとキラーズ   | 1968年7月20日 | キングレコード           |

### DISC-2：ユニバーサルミュージック
| 曲順 | タイトル                 | アーティスト     | 発売日        | レーベル                                 |
| 01   | 白いブランコ             | ビリー・バンバン | 1969年1月15日 | キングレコード                           |
| 02   | 人形の家                 | 弘田三枝子       | 1969年7月1日  | コロムビアミュージックエンタテインメント |
| 03   | フランシーヌの場合       | 新谷のり子       | 1969年6月     | コロムビアミュージックエンタテインメント |
| 04   | 今日でお別れ             | 菅原洋一         | 1967年3月     | ユニバーサルミュージック                 |
| 05   | こんにちは赤ちゃん       | 梓みちよ         | 1963年10月    | 渡辺音楽出版                             |
| 06   | 白い蝶のサンバ           | 森山加代子       | 1970年1月25日 | コロムビアミュージックエンタテインメント |
| 07   | 知床旅情                 | 加藤登紀子       | 1970年11月1日 | ユニバーサルミュージック                 |
| 08   | 希望                     | 岸洋子           | 1970年4月1日  | キングレコード                           |
| 09   | また逢う日まで           | 尾崎紀世彦       | 1971年3月5日  | ユニバーサルミュージック                 |
| 10   | 琵琶湖周航の歌           | 加藤登紀子       | 1971年5月21日 | ユニバーサルミュージック                 |
| 11   | 八月の濡れた砂           | 石川セリ         | 1972年3月5日  | コロムビアミュージックエンタテインメント |
| 12   | さらば恋人               | 堺正章           | 1971年5月1日  | コロムビアミュージックエンタテインメント |
| 13   | あの鐘を鳴らすのはあなた | 和田アキ子       | 1972年3月25日 | ホリプロ／テイチクエンタテインメント     |
| 14   | さらば青春               | 小椋佳           | 1971年2月21日 | ユニバーサルミュージック                 |
| 15   | 北国行きで               | 朱里エイコ       | 1972年1月25日 | ワーナーミュージック・ジャパン           |
| 16   | 学生街の喫茶店           | ガロ             | 1972年6月20日 | アルファミュージック                     |
| 17   | 瀬戸の花嫁               | 小柳ルミ子       | 1972年4月10日 | 渡辺音楽出版                             |
| 18   | 夢の中へ                 | 井上陽水         | 1973年3月1日  | ユニバーサルミュージック                 |

### DISC-3：ユニバーサルミュージック
| 曲順 | タイトル             | アーティスト         | 発売日         | レーベル                                                         |
| 01   | メリージェーン       | つのだひろ           | 1972年3月      | ユニバーサルミュージック                                         |
| 02   | 狙いうち             | 山本リンダ           | 1973年2月25日  | ポニーキャニオン                                                 |
| 03   | 恋のダイヤル6700     | フィンガー5          | 1973年12月5日  | ユニバーサルミュージック                                         |
| 04   | 紙風船               | 赤い鳥               | 1973年12月     | アルファミュージック                                             |
| 05   | あなた               | 小坂明子             | 1973年12月21日 | ヤマハミュージックパブリッシング／ワーナーミュージック・ジャパン |
| 06   | くちなしの花         | 渡哲也               | 1973年8月21日  | ユニバーサルミュージック                                         |
| 07   | 二人でお酒を         | 梓みちよ             | 1974年3月25日  | 渡辺音楽出版／キングレコード                                     |
| 08   | 精霊流し             | グレープ             | 1974年4月25日  | ワーナーミュージック・ジャパン                                   |
| 09   | 甘い生活             | 野口五郎             | 1974年10月20日 | ユニバーサルミュージック                                         |
| 10   | ひらひら             | 中山ラビ             | 1974年7月      | ユニバーサルミュージック                                         |
| 11   | さらばハイセイコー   | 増沢末夫             | 1975年1月1日   | ユニバーサルミュージック                                         |
| 12   | めまい               | 小椋佳               | 1975年11月21日 | ユニバーサルミュージック                                         |
| 13   | 少しは私に愛を下さい | 小椋佳               | 1974年9月21日  | ユニバーサルミュージック                                         |
| 14   | 私鉄沿線             | 野口五郎             | 1975年1月21日  | ユニバーサルミュージック                                         |
| 15   | 池上線               | 西島三重子           | 1976年4月      | ワーナーミュージック・ジャパン                                   |
| 16   | フィーリング         | ハイ・ファイ・セット | 1976年12月21日 | アルファミュージック                                             |
| 17   | 酒と泪と男と女       | 河島英五             | 1976年6月25日  | ワーナーミュージック・ジャパン                                   |

### DISC-4：ユニバーサルミュージック
| 曲順 | タイトル                   | アーティスト                  | 発売日         | レーベル                                 |
| 01   | 「人間の証明」のテーマ     | ジョー山中                    | 1976年8月10日  | コロムビアミュージックエンタテインメント |
| 02   | ダンスはうまく踊れない     | 石川セリ                      | 1977年4月21日  | ユニバーサルミュージック                 |
| 03   | みちづれ                   | 牧村三枝子                    | 1978年10月21日 | ユニバーサルミュージック                 |
| 04   | あずさ2号                  | 狩人                          | 1977年3月25日  | ワーナーミュージック・ジャパン           |
| 05   | 秋桜                       | さだまさし                    | 1977年10月1日  | ワーナーミュージック・ジャパン           |
| 06   | かもめはかもめ             | 研ナオコ                      | 1978年3月25日  | ポニーキャニオン                         |
| 07   | Mr.サマータイム            | サーカス                      | 1978年3月25日  | アルファミュージック                     |
| 08   | 青葉城恋唄                 | さとう宗幸                    | 1978年5月5日   | キングレコード                           |
| 09   | 大阪で生まれた女           | BORO                          | 1979年8月1日   | ユニバーサルミュージック                 |
| 10   | 別れても好きな人           | ロス・インディオス&シルヴィア | 1979年9月21日  | ユニバーサルミュージック                 |
| 11   | 恋                         | 松山千春                      | 1980年1月21日  | ポニーキャニオン                         |
| 12   | 花〜すべての人の心に花を〜 | 喜納昌吉&チャンプルーズ       | 1980年5月      | ユニバーサルミュージック                 |
| 13   | ラヴ・イズ・オーヴァー     | 欧陽菲菲                      | 1983年4月5日   | ユニバーサルミュージック                 |
| 14   | つぐない                   | テレサ・テン                  | 1984年1月21日  | ユニバーサルミュージック                 |
| 15   | 熱き心に                   | 小林旭                        | 1985年11月20日 | ユニバーサルミュージック                 |
| 16   | 時の流れに身をまかせ       | テレサ・テン                  | 1986年2月21日  | ユニバーサルミュージック                 |
| 17   | 百万本のバラ               | 加藤登紀子                    | 1987年4月25日  | ユニバーサルミュージック                 |

### DISC-5：コロムビアミュージックエンタテインメント
| 曲順 | タイトル                     | アーティスト                   | 発売日         | レーベル                                 |
| 01   | 悲しい酒（セリフ入り）       | 美空ひばり                     | 1966年6月10日  | コロムビアミュージックエンタテインメント |
| 02   | さよならのあとで             | ジャッキー吉川とブルーコメッツ | 1968年10月15日 | コロムビアミュージックエンタテインメント |
| 03   | ブルー・ライト・ヨコハマ     | いしだあゆみ                   | 1968年12月25日 | コロムビアミュージックエンタテインメント |
| 04   | 白い色は恋人の色             | ベッツィ&クリス                | 1969年10月1日  | コロムビアミュージックエンタテインメント |
| 05   | 真夜中のギター               | 千賀かほる                     | 1969年8月10日  | コロムビアミュージックエンタテインメント |
| 06   | 太陽がくれた季節             | 青い三角定規                   | 1972年2月25日  | コロムビアミュージックエンタテインメント |
| 07   | 喝采                         | ちあきなおみ                   | 1972年9月10日  | コロムビアミュージックエンタテインメント |
| 08   | ふれあい                     | 中村雅俊                       | 1974年7月1日   | コロムビアミュージックエンタテインメント |
| 09   | 結婚するって本当ですか       | ダ・カーポ                     | 1974年6月1日   | コロムビアミュージックエンタテインメント |
| 10   | 北の宿から                   | 都はるみ                       | 1975年12月1日  | コロムビアミュージックエンタテインメント |
| 11   | 面影                         | しまざき由理                   | 1975年7月1日   | コロムビアミュージックエンタテインメント |
| 12   | 想い出ぼろぼろ               | 内藤やす子                     | 1976年9月1日   | コロムビアミュージックエンタテインメント |
| 13   | 嫁に来ないか                 | 新沼謙治                       | 1976年6月1日   | コロムビアミュージックエンタテインメント |
| 14   | マイ・ラグジュアリー・ナイト | しばたはつみ                   | 1977年7月10日  | コロムビアミュージックエンタテインメント |
| 15   | 愛燦燦                       | 美空ひばり                     | 1986年5月29日  | コロムビアミュージックエンタテインメント |
| 16   | 人生いろいろ                 | 島倉千代子                     | 1987年4月21日  | コロムビアミュージックエンタテインメント |
| 17   | ふりむけばヨコハマ           | マルシア                       | 1989年1月21日  | コロムビアミュージックエンタテインメント |
| 18   | 川の流れのように             | 美空ひばり                     | 1989年1月11日  | コロムビアミュージックエンタテインメント |

### DISC-6：東芝EMI
| 曲順 | タイトル               | アーティスト                     | 発売日        | レーベル |
| 01   | 見上げてごらん夜の星を | 坂本九                           | 1963年5月1日  | 東芝EMI  |
| 02   | 女ひとり               | デューク・エイセス               | 1965年6月     | 東芝EMI  |
| 03   | 想い出の渚             | ザ・ワイルドワンズ               | 1966年11月5日 | 東芝EMI  |
| 04   | 天使の誘惑             | 黛ジュン                         | 1968年5月1日  | 東芝EMI  |
| 05   | 長い髪の少女           | ザ・ゴールデン・カップス         | 1968年4月1日  | 東芝EMI  |
| 06   | 或る日突然             | トワ・エ・モワ                   | 1969年5月14日 | 東芝EMI  |
| 07   | 夜明けのスキャット     | 由紀さおり                       | 1969年3月10日 | 東芝EMI  |
| 08   | 恋の奴隷               | 奥村チヨ                         | 1969年6月1日  | 東芝EMI  |
| 09   | 京都の恋               | 渚ゆう子                         | 1970年5月25日 | 東芝EMI  |
| 10   | 誰もいない海           | トワ・エ・モワ                   | 1970年11月5日 | 東芝EMI  |
| 11   | 雨の御堂筋             | 欧陽菲菲                         | 1971年9月5日  | 東芝EMI  |
| 12   | 初恋のメロディー       | 小林麻美                         | 1984年9月21日 | 東芝EMI  |
| 13   | 私は泣いています       | りりィ                           | 1974年3月5日  | 東芝EMI  |
| 14   | 青春の影               | チューリップ                     | 1974年6月5日  | 東芝EMI  |
| 15   | 我が良き友よ           | かまやつひろし                   | 1975年2月5日  | 東芝EMI  |
| 16   | マイ・ピュア・レディ   | 尾崎亜美                         | 1977年2月5日  | 東芝EMI  |
| 17   | 身も心も               | ダウン・タウン・ブギウギ・バンド | 1975年2月5日  | 東芝EMI  |
| 18   | 冬の稲妻               | アリス                           | 1977年10月5日 | 東芝EMI  |
| 19   | ルビーの指環           | 寺尾聰                           | 1981年2月5日  | 東芝EMI  |